# Теодорос Нацинас
Теодорос Марку Нацинас (на гръцки: Θεόδωρος Νάτσινας) е гръцки просветен деец, участник в Гръцката въоръжена пропаганда в Македония.

## Биография
Нацинас е роден в 1872 година в западномакедонското градче Сятища. Завършва физика и математика в Атинския университет в 1898 година. Преподава в Аргос и Спецес. В 1899 година Атинският университет предлага на гръцкото правителство Нацинас да бъде назначен за учител в Кесария. От 1903 до 1907 година преподава в Цариград.
В 1907 година Нацинас става директор на училище в родния си град и се включва в комитета на Гръцката въоръжена пропаганда в Македония. Арестуван е от властите и затворен в Ляпчища, но е освободен след намесата на Сятишкия и Сисанийски митрополит.
След Балканските войни Нацинас преподава в Кожани. Там основава първата кооперация и организира скаутски отбор. В 1918 година става генерален инспектор на средното образование в Гърция.
След 1921 година работи в Солун, където заедно с Г. Каранданис поема управлението на училището Мараслион, основано от Стефан Нукас. Първоначално училището носи името „Нацинас-Каранданис“, но след като партньорите се разделят става известно като училище „Теодорос Нацинас“.
Нацинас е автор на книгата „Македонски пътуващи търговци в Австрия и Унгария“, издадена в 1939 година в Солун. Баща е на политика Стефанос Нацинас.
Улица в Солун носи името на Теодорос Нацинас, а Нациновата къща, в която живее докато е в Солун, е известна забележителност в града.